# Selenops marilus
Selenops marilus är en spindelart som beskrevs av José Antonio Corronca 1998. Selenops marilus ingår i släktet Selenops och familjen Selenopidae.
Artens utbredningsområde är Venezuela. Inga underarter finns listade i Catalogue of Life.